# Cash, Arkansas
Cash là một thị trấn thuộc quận Craighead, tiểu bang Arkansas, Hoa Kỳ. Năm 2010, dân số của thị trấn này là 342 người.

## Dân số
- Dân số năm 2000: 294 người.
- Dân số năm 2010: 342 người.